# 馬利什夫卡 (舊康斯坦丁諾夫區)
49°49′33″N 27°25′27″E / 49.82583°N 27.42417°E
馬利希夫卡（烏克蘭語：Малишівка）是位於烏克蘭西部的村莊，由赫梅利尼茨基州裡赫梅利尼茨基區的舊康斯坦丁尼夫市鎮負責管轄。該村始建於1800年，面積0.94平方公里，海拔高度296米，2001年人口185，人口密度每平方公里197.9人。